# بوگولجاب یوتیچ
بوگولجاب یوتیچ (انگلیسی: Bogoljub Jevtić؛ ۲۴ دسامبر ۱۸۸۶ – ۷ ژوئن ۱۹۶۰) دیپلمات، و سیاستمدار اهل صربستان بود. وی از ۲۲ دسامبر ۱۹۳۴ تا ۲۴ ژوئن ۱۹۳۵ نخست‌وزیر یوگسلاوی بود.
بوگولجاب یوتیچ در ۷ ژوئن ۱۹۶۰، در سن ۷۳ سالگی درگذشت.